# Нативизм
Нативизм — философско-психологическая концепция, согласно которой человеку присущи независимые от опыта врождённые идеи, с помощью которых он познаёт мир (см. теории нативизма).
Противоположная ей эмпиристическая теория рассматривает протяжённость ощущений как нечто приобретённое, как продукт опыта.